# Büttners Rote Knorpelkirsche

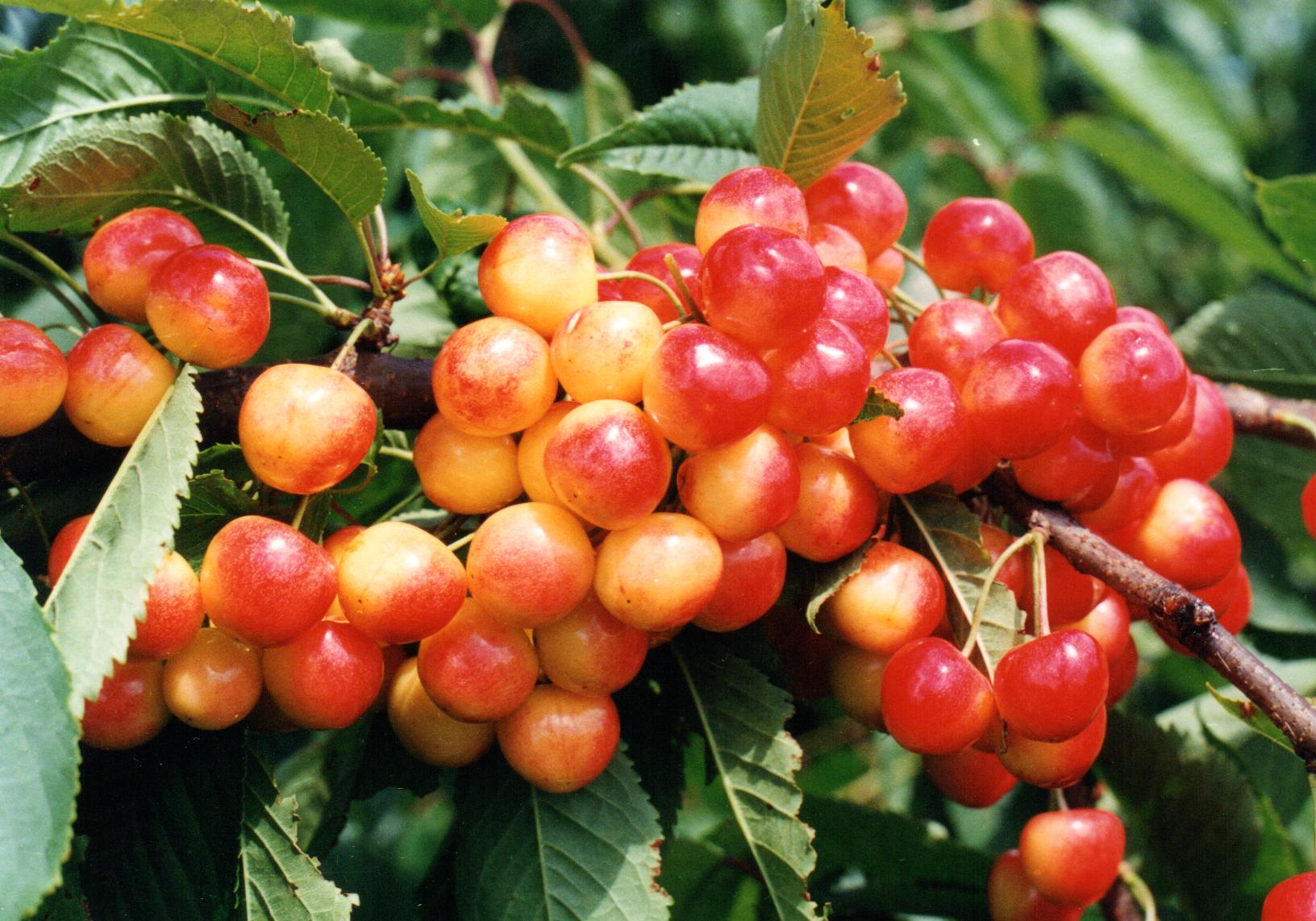
Früchte von 'Büttners Rote Knorpelkirsche'

Büttners rote Knorpelkirsche, auch Altenburger Melonenkirsche oder Querfurter Königskirsche, ist eine zu den Knorpelkirschen gehörende rotbunte Sorte der Süßkirschen.

## Herkunft
Die Sorte ist eine der ältesten deutschen Kirschsorten. Sie wurde 1795 von Stiftsamtmann Carl Gottlieb  Büttner in Halle als Sämling entdeckt und 1807 an den Kirschpomologen Christian Truchseß von Wetzhausen zu Bettenburg übergeben, der sie dann weiterverbreitete. Sehr ähnlich ist die Sorte Große Prinzessin, deren Frucht am gleichen Standort etwas dicker wird. Die Sorten sind sich ansonsten so ähnlich, dass auch Experten sie erst nach Begutachtung der Steine unterscheiden können. 

## Frucht
Die Frucht ist unregelmäßig, groß bis sehr groß, breit und herzförmig. 
Die zähe Haut ist entgegen dem Namen überwiegend leuchtend gelb und nur bei Vollreife an der Sonnenseite hellrot. Das Fruchtfleisch ist hellgelb und knorpellig fest mit mäßigem Saft. Der Geschmack ist süß würzig mit leichter Säure. Sie hat eine mittlere Platzfestigkeit.
Der Stein ist rundlich, klein und löst sich nicht gut vom Fruchtfleisch. Der Stiel ist etwa 5 cm lang und steht in einer weiten und tiefen Grube. Sie reift in der 5. Kirschwoche.

## Baum
Der Baum ist starkwachsend mit gedrungener, breitkugeliger Krone. Er trägt gut und regelmäßig.
Der Baum ist selbststeril und braucht einen Befruchtungspartner. Geeignet sind  Hedelfinger Riesenkirsche, Regina, Schneiders späte Knorpelkirsche, Große Schwarze Knorpelkirsche und Kassins Frühe.
Die S-Allele von Büttners Roter Knorpelkirsche sind S3S4.

## Einzelnachweis
1. ↑   Hartmann:  Farbatlas Alte Obstsorten. S. 294.